# Björn Papstein
Björn Papstein (Hannover, 5 juni 1979) is een Duits wielrenner. Anno 2011 rijdt hij voor een amateurploeg, maar in het verleden reed hij voor Team Lamonta en 3C-Gruppe. In 2008 werd hij Duits kampioen klimmen bij de Elite. In 2005 finishte hij alleen als overwinnaar in derde etappe van de Ronde van Nedersaksen.

## Overwinningen
2000
- Bürgerpreis der Stadt Gehrden (Criterium)

2003
- Criterium van Lohne

2004
- Rund um den Sachsenring

2005
- 3e etappe Ronde van Nedersaksen

2006
- Dernycriterium van Rheda-Wiedenbrück

2008
- Duits Klimkampioen, Elite

## Grote rondes
Geen